# Anahita aculeata
Anahita aculeata är en spindelart som först beskrevs av Simon 1897.  Anahita aculeata ingår i släktet Anahita och familjen Ctenidae. Inga underarter finns listade i Catalogue of Life.